# Stare, Zhurivka
Stare (în ucraineană Старе) este un sat în comuna Nova Oleksandrivka din raionul Zhurivka, regiunea Kiev, Ucraina.

## Demografie
Componența lingvistică a localității Stare
     Ucraineană (93,1%)
     Belarusă (4,14%)
     Rusă (2,76%)
Conform recensământului din 2001, majoritatea populației localității Stare era vorbitoare de ucraineană (93,1%), existând în minoritate și vorbitori de belarusă (4,14%) și rusă (2,76%).